# Ahmad Wais
Ahmad Badreddin Wais, plus connu sous le nom d'Ahmad Wais, est un coureur cycliste syrien, né le 15 janvier 1991 à Alep, en Syrie. 

## Biographie

### Jeunesse tumultueuse entre guerre et sport (2005 - 2015)
Ahmad Badreddin Wais naît le 15 janvier 1991 à Alep, en Syrie. Il commence le cyclisme à 14 ans et participe aux championnats du monde juniors de 2009. Pendant la Guerre civile syrienne, il continue à s'entraîner, tandis que sa famille le laisse seul en fuyant vers la Turquie en 2013. Il vit encore à Damas en tant qu'étudiant jusqu'en 2014, quand il entreprend l'idée de quitter le pays en tant que réfugié,,,.
En 2014, après une quatrième place au championnat de Syrie sur route, Ahmad Wais commence son périple en tant que réfugié, voyageant en voiture à travers la Syrie et le Liban, avant de prendre un bateau vers la Turquie pour retrouver sa famille. Il se rend ensuite, une nouvelle fois par bateau, en Grèce et obtient finalement le statut de réfugié en Suisse, où il arrive par avion. Il y apprend l'allemand à l'école.
Depuis, Ahmad Wais n'est jamais retourné en Syrie depuis son départ car il est classé comme ayant échappé à la conscription par l'armée syrienne,

### Adaptation à l'Europe (2016 - 2020)
En 2016, il participe à quelques courses sous les couleurs de la formation néerlandaise Marco Polo, composée uniquement de coureurs réfugiés. Avec elle, il est notamment au départ du Tour du Piémont pyrénéen, dans le calendrier national français. 
Depuis 2017, il attire l'attention des médias en participant chaque année au championnat du monde du contre-la-montre. 
Au mois d'avril 2018, il est recruté par l'équipe continentale VIB Sports, à licence bahreïnie, où il rejoint notamment son compatriote Tarek Al Moakee. Il enfile son premier dossard sous son nouveau maillot sur la Klasika Primavera, qui est également la première course de l'histoire de sa formation sur le circuit européen.

### Le rêve olympique (2021)
Avec l’aide du Comité International Olympique, Wais s’entraîne sur son temps libre pour tenter de se qualifier aux Jeux Olympiques avec l’équipe des réfugiés. Pour relever ce challenge, il a pu compter sur l'aide de la Groupama FDJ, dont il a pu profiter des infrastructures pour s'améliorer grandement.
Il fait partie de l'équipe olympique des réfugiés aux Jeux olympiques d'été de 2020 annoncée par le Comité international olympique le 8 juin 2021.

## Classements mondiaux
| Année                                 | 2019  | 2020 | 2021  | 2022 | 2023  |
| ------------------------------------- | ----- | ---- | ----- | ---- | ----- |
| Classement mondial                    | 2305e | nc   | 1793e | nc   | 2623e |
| UCI Asia Tour                         | 225e  | nc   | 117e  | nc   | nc    |
|                                       |       |      |       |      |       |
| Légende : nc = non classéSource : UCI |       |      |       |      |       |